# Клеменсевич, Зенон
Зенон Людвик Клеменсевич (род. 2 ноября 1891 в Тарнуве, ум. 2 апреля 1969 в Завое-Подполицах близ Сухой-Бескидзкой) — польский языковед, профессор Ягеллонского университета, член Польской академии знаний и Польской академии наук.

## Биография
Был сыном Игнация Клеменсевича (служащего) и Камили (в девичестве Рожанович). В 1901—1909 ходил в гимназию в городе Новы-Сонч, затем (до 1914) изучал в Ягеллонском университете языкознание и историю литературы у Игнация Хшановского, Юзефа Калленбаха, Яна Лося, Яна Розвадовского; позднее учился в университетах Фрайбурга i Парижа (1926—1927). Во время I мировой войны служил в австрийской армии на русском и итальянском фронтах; в 1918—1921 был офицером Польской армии. В 1919 начал работать преподавателем польского языка в гимназии им. Собеского в Кракове (до 1939). С 1923 сотрудничал с Ягеллонским университетом, читая лекции по дидактике польского языка; в 1925 защитил диссертацию "Именная часть сказуемого при личных формах глагола «быть» (пол. Orzecznik przy formach osobowych słowa "być") в том же университете. Аналогичные лекции читал также в Государственном педагогическом училище в Кракове (1928—1931) и Педагогическом институте в Катовицах (1928-1932). В 1930 прошёл хабилитацию по польскому языку, защитив диссертацию «Количественное числительное в литературном польском языке. История формы и синтаксиса» (пол. Liczebnik główny w polszczyźnie literackiej. Historia formy i składni), a в 1933 хабилитацию по дидактике польского языка. В 1939 стал сперва титулярным профессором Ягеллонского университета, а затем и ординарным. В качестве офицера-резервиста принимал участие в военных действиях в сентябре 1939, а позднее в тайном университетском обучении на территории оккупированной Польши. В 1945 вернулся к работе в Ягеллонском университете, в 1947—1952 руководил кафедрой польского языка, в учебном году 1947/1948 был деканом гуманитарного факультета; вышел на пенсию в 1961. В 1945—1948 гг. руководил Секцией высших школ и научных институтов Союза польских преподавателей.

В 1946 был избран членом-корреспондентом Польской академии знаний. С 1954 был членом-корреспондентом, а с 1961 действительным членом Польской академии наук, в 1965—1968 заседал в президиуме ПАН, был членом руководства отделения ПАН в Кракове (1957—1965 вице-председатель, с 1965 председатель) а также вице-председателем Комитета языкознания ПАН (с 1961). Кроме того, был членом Общества любителей польского языка (1923—1949 секретарь, с 1959 президент) и Польского языковедческого общества (1925 член-основатель, 1938—1949 секретарь, 1950—1956 президент); был вице-президентом Союза польских преподавателей. Вместе с Юлианом Александровичем, Валерием Гетлем, Романом Ингарденом и Антонием Кемпинским основал в конце 50 годов Краковское общество психической гигиены (пол. Krakowskie Towarzystwo Higieny Psychicznej). Был награждён кавалергардским крестом Ордена Возрождения Польши, болгарским Орденом св. Кирилла и Мефодия, званием заслуженного учителя ПНР. Погиб в 1969 г. в авиакатастрофе под Завоей.

## Вклад в науку
К его научным интересам относились историческая грамматика и дидактика польского языка. В трёхтомной монографии «История польского языка» (пол. Historia języka polskiego), впервые вышедшей в 1961—1972, представил фундаментальное исследование истории польского языка от праславянской эпохи до 1939 года. Проводил сравнительные исследования поэтического языка польского романтизма, модернизма, позитивизма и межвоенного периода. Создал новую классификацию синтаксических сочетаний в польском языке (пол. Składnia opisowa współczesnej polszczyzny kulturalnej, 1937). Разработал множество учебников для школ, сотрудничал с редакциями журнала «Język Polski», Старопольского словаря (пол. Słownik staropolski), Словаря языка Адама Мицкевича (пол. Słownik języka A. Mickiewicza). Ещё гимназистом перевёл на эсперанто одну из новелл Сенкевича (1908). В 30-е годы был членом Орфографического комитета, занимавшегося реформой польского правописания. Незадолго до смерти выступил инициатором создания цикла телепередач, посвящённых польскому языку.
Его научную работу продолжила дочь, также языковед, профессор и доктор наук, член Совета польского языка и Научного совета Института польского языка ПАН, Ирена Байер.

## Публикации
З. Клеменсевич написал около 600 научных работ, в том числе.:
- Dwa urywki z dziennika polonisty (1922)
- Jak uczyć języka ojczystego (1922)
- Język polski. Podręcznik do nauki o języku ojczystym (1926)
- Nauka gramatyki języka ojczystego za granicą (1927—1928)
- Szczątki niezłożonej odmiany przymiotników w staropolszczyźnie (1927)
- Cel nauczania gramatyki języka ojczystego w szkole (1928)
- Dydaktyka nauki o języku ojczystym (1929)
- Podstawowe zagadnienia zamierzonej reformy ortograficznej (1935)
- Walka o ortografię (1935)
- Gramatyka współczesnej polszczyzny kulturalnej w zarysie (1939)
- Jak charakteryzować język osobniczy (1946)
- Poprawność i pedagogika językowa (1947)
- Skupienia czyli syntetyczne grupy wyrazowe (1948)
- Jak żyła polszczyzna do końca XVI wieku (1949)
- Problematyka składniowej interpretacji stylu (1951)
- Podstawowe wiadomości z gramatyki języka polskiego (1952)
- O różnych odmianach współczesnej polszczyzny (1953)
- Zarys składni polskiej (1953)
- Bibliografia ekslibrisu polskiego (1954)
- Gramatyka historyczna języka polskiego (1955, с Тадеушом Лером-Сплавинским и Станиславом Урбаньчиком)
- W kręgu języka literackiego i artystycznego (1961)
- Znaczenie realne i etymologiczne (1962)
- Usługowa funkcja języka (1966)
- Ze studiów nad językiem i stylem (1969)